# Eunicida
Eunicida – rząd wieloszczetów z podgromady wolno żyjących (Errantia).

## Opis
Prostomium wyraźne, z lub bez przydatków. Gardziel wywrócona grzbietowo-bocznie, silnie umięśniona i wyposażona w przynajmniej jedną parę szczęk. Parapodia wyraźne, z silnie rozwiniętymi neuropodiami i zredukowanymi notopodiami. 
Należą tu gatunki duże o silnie wydłużonym, dochodzącym do 3 m ciele. Wszystkie morskie. Wolno żyjące lub osiadłe. Niektóre z nich tworzą domki.

## Zapis kopalny
Elementy aparatów szczękowych przedstawicieli rzędu Eunicida są zbudowane z odpornej substancji organicznej, dzięki czemu zachowują się jako mikroskamieniałości. Izolowane elementy nazywane są skolekodontami. Skamieniałości całych wieloszczetów są rzadkie, natomiast skolekodonty należą do stosunkowo częstych skamieniałości. Znane są od górnego kambru.

## Systematyka
Obecnie zalicza się tu 7 rodzin współcześnie żyjących i 3 wymarłe:
- Dorvilleidae Chamberlin, 1919
- Eunicidae Berthold, 1827
- Hartmaniellidae Imajima, 1977
- Ichthyotomidae Eisig, 1906
- Lumbrineridae Schmarda, 1861
- Oenonidae Kinberg, 1865
- Onuphidae Kinberg, 1865
- † Atraktoprionidae
- † Conjungaspidae Hints, 1999
- † Tretoprionidae Hints, 1999